# António Augusto de Aguiar
Pour les articles homonymes, voir Aguiar.
António Augusto de Aguiar (1838-1887) né et mort à Lisbonne est un professeur, homme politique, scientifique. Franc-maçon il est grand-maître du Grand Orient lusitanien.

## Biographie
Né à Lisbonne, en 1838, il y étudie les sciences naturelles à l'École Polytechnique. En 1861, il occupe le poste de maître-assistant, et en 1865, de professeur de chimie minérale, de la même école. En 1864, il est également nommés à la chaire de chimie appliquée à l'Institut industriel de Lisbonne. En dépit des nombreuses charges confiées par les gouvernements successifs ou en tant que ministre de Fontes Pereira de Melo, il continue à enseigner dans ces deux écoles quasi continuellement. Il est l'un des principaux responsables de l'amélioration de vins portugais.
Enseignant hors pair, ses cours sont souvent ovationnés par ses étudiants, ce qui n'est pas la tradition au Portugal. Leur enthousiasme fit sa notoriété et contribue à sa carrière publique. Sa renommée est telle que lors de sa visite au Portugal, Pedro II, l'empereur du Brésil,souhaite  assister à l'un de ses cours. 

### Activités publiques
Malgré ses charges scientifiques ou publiques, il continue son travail scientifique et publie de nombreuses études en français et en allemand. La liste des postes qu'il occupe entre 1862 à 1879, démontre son influence croissante dans la vie publique portugaise :
- Membre de la commission des Travaux géologiques (1862),
- Membre de la commission chargée de l'étude des vins portugais (1866),
- Directeur de l'Institut Industriel de Lisbonne (1870);
- Commissaire royal de la représentation portugaise à l'Exposition Vinicole de Londres (1874);
- Membre de la Commission générale des douanes (1874),
- Président du Comité organisateur de la représentation portugaide à l'exposition de l'Industrie à Philadelphie (1876)
- Commissaire royal en Inde pour négocier le traité entre le Portugal et la Grande-Bretagne (1878);
- Commissaire technique de la représentation portugaise à l'Exposition universelle de Paris (1878)
- Membre de la commission de réforme de l'impôt aux Indes portugaises (1879);
- Député aux Cortes (1879)[1].

### Activités politiques
Comme homme politique, il est membre du Partido Regenerador en 1879, et ministre des Travaux publics entre 1883 et 1885, dans le gouvernement de Fontes Pereira de Melo. Il est également membre de l'Académie des Sciences de Lisbonne et président de la Société de géographie de cette même ville. Son intense activité politique, s'inscrit dans son engagement dans la franc-maçonnerie qu'il rejoint en 1862. Il devient le grand maître du Grand Orient lusitanien en 1886.
En tant que ministre, il est responsable d'une importante réforme de l'enseignement industriel et commercial, il mene de nombreuses actions afin d'améliorer la qualité des vins du Portugal et favoriser l'exportation et l'expansion du port de Lisbonne, qui se concrétise après sa mort. 
Ses travaux en chimie organique lui permettent d'acquérir un prestige international. Il est membre de sociétés scientifiques telles que l'Académie des Sciences et la société de Géographie de Lisbonne, mais aussi des associations scientifiques étrangères comme la Deutsche Chemische Gesellschaft, en 1870. Ses principaux travaux sont publiés dans des revues étrangères dont Berichte der deutschen chemischen Gesellschaft. 
En 1887, peu avant la mort, il participe, en tant que délégué du gouvernement portugais, à la réunion du Bureau international des poids et mesures à Sèvres. Il meurt à 49 ans à Lisbonne. L'une des principales avenues de la capitale portugaise porte son nom.

## Œuvres
- Édouard Lautemann et António Augusto d'Aguiar, Recherches sur les naphthalines nitrées et les bases dérivées, Bulletin de la Société Chimique de Paris, 3, 1865, p. 256-269.
- António Augusto d'Aguiar, Memória sobre os processos de vinificaçäo : empregados nos principais centros vinhateiros do continente do reino, Imprimerie Nationale Lisbonne, 1867.
- António Augusto d'Aguiar, Sur les diamines dérivées des dinitronaphthalines α et β, Bulletin de la Société Chimique de Paris, 13, 1870, p. 462-464.
- António Augusto d'Aguiar et Alexandre G. Bayer, Sur la naphthazarine, Bulletin de la Société Chimique de Paris, 15, 1871, p. 280-281.
- António Augusto d'Aguiar, Ueber die von den Dinitronaphthalinen α und β derivirenden Diamine, Berichte der Deutschen Chemischen Gesellschaft, 3, 1870, p. 27-35.
- António Augusto d'Aguiar, Alexandre G. Bayer, Zur Geschichte des Naphthazarins, Berichte der Deutschen Chemischen Gesellschaft, 4, 1871, p. 251-253.
- V. Lourenço et António Augusto de Aguiar, Investigações ácerca da synthese de alcools monoatomicos, Jornal de Sciencias Mathematicas Physicas e Naturaes, 1, 1868, p. 13–25.
- António Augusto de Aguiar et E. Lautemann, Investigações sobre as naphtalinas nitradas e bases polyatomicas derivadas – Primeira Parte, Jornal de Sciencias Mathematicas Physicas e Naturaes, 1, 1868, p. 106–112 et 198-208.
- António Augusto de Aguiar et E. Lautemann, Investigações sobre as naphtalinas nitradas e bases polyatomicas derivadas – Segunda Parte, Jornal de Sciencias Mathematicas Physicas e Naturaes, 2, 1870, p. 98-100.
- António Augusto de Aguiar et Alexandre Bayer, Nota sobre a reducção do tanino, Jornal de Sciencias Mathematicas Physicas e Naturaes, 3, 1871, p. 115-117.